# Portret van Maria Trip
Portret van Maria Trip is een schilderij van Rembrandt in het Rijksmuseum in Amsterdam.

## Voorstelling

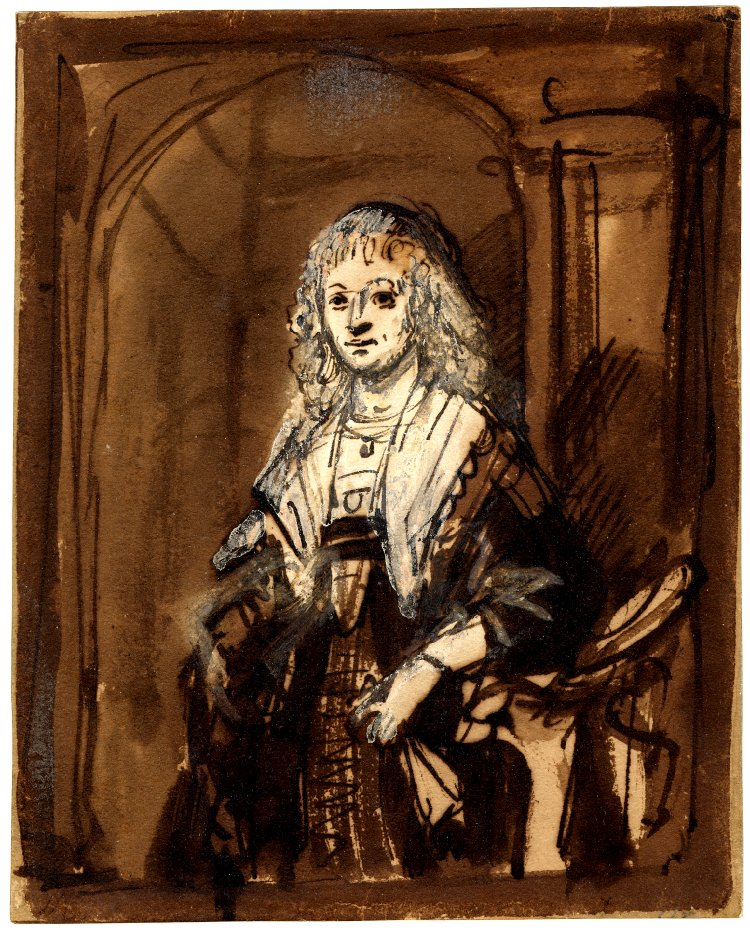
Rembrandt. Studie voor het portret van Maria Trip Ca. 1639. Pen en bruine inkt, bruin gewassen, wit gehoogd op papier. 16 × 12,9 cm. Londen, British Museum.

Het stelt waarschijnlijk Maria Trip voor, zus van Jacobus Trip en latere echtgenote van Balthasar Coymans, en daarna met Pieter Ruysch. Ze was de dochter van Elias Trip (1570-1636) en Aletta Adriaensdr. (1570-1656). Deze identificatie is gebaseerd op de herkomstgegevens van het werk en werd gedaan op basis van onderzoek door Isabella Henriette van Eeghen (1913-1996).
In 1639 schilderde Rembrandt ook het portret van haar moeder.
In het British Museum bevindt zich een voorstudie van het portret. Omdat deze voorstudie een veel groter beschilderd oppervlak laat zien denken leden van het Rembrandt Research Project dat het schilderij aan alle zijden is ingekort. Wanneer dit gebeurde is echter onbekend.

## Toeschrijving en datering
Het werk is linksonder gesigneerd ‘Rembrandt f / 1639’. Volgens het Rembrandt Research Project is deze signatuur echter gekopieerd van een ander werk en niet authentiek. Over de echtheid van het werk zelf wordt niet getwijfeld.

## Herkomst
Het werk wordt voor het eerst vermeld in 1858 in de ‘Inventaris van portretten en familiebescheiden Van Weede’, opgesteld in Utrecht door Everhard van Weede. Hij erfde het van zijn grootvader, Everard van Weede van Dijkveld (1775-1844), die het waarschijnlijk erfde van zijn vader Hendrik Maurits van Weede (1737-1796), die het waarschijnlijk erfde van zijn moeder Philippina Baltina Elisabeth van Arkel (1716-1803), die het waarschijnlijk erfde van haar moeder Constantia Isabella Smissaert (1682-1731), die het waarschijnlijk erfde van haar moeder Constancia Coymans (1652-....), die het waarschijnlijk erfde van Maria Trip.
Na de dood van Everhard van Weede in 1893 werd het werk overgedragen aan de Familie Van Weede Stichting, die het in mei 1897 in bruikleen gaf aan het Rijksmuseum.